# 경주시의 학교
본 문서는 경주시의 교육기관을 정리한 것이다.

## 대학교
- 경주대학교 - 태종로 188
- 동국대학교 WISE캠퍼스 - 동대로 123
- 위덕대학교 - 강동면 동해대로 261
- 서라벌대학교 - 태종로 522

## 고등학교

### 공립 고등학교
- 계림고등학교 - 용담로 122
- 경주여자고등학교 - 금성로 437
- 경주공업고등학교 - 금성로 209
- 경주마케팅고등학교 - 산내면 문복로 1797-27
- 감포고등학교 - 감포읍 감포로12길 20
- 경주디자인고등학교 - 현곡면 용담로 694
- 안강전자고등학교 - 안강읍 안강중앙로 269

### 사립 고등학교
- 경주고등학교 - 원효로 231
- 문화고등학교 - 충현로 98
- 신라고등학교 - 태종로 526
- 근화여자고등학교 - 승삼2길 55
- 무산고등학교 - 건천읍 천포방내길 18
- 안강여자고등학교 - 안강읍 화전길 62-3
- 경주화랑고등학교 - 양북면 장항재동길 41
- 경주정보고등학교 - 충효7길 19
- 경주여자정보고등학교 - 시동로 90
- 선덕여자고등학교 - 양정로 20-11
- 태화고등학교 - 외동읍 모화남1길 26-132
- 신라공업고등학교 - 천북면 천북로 41-21
- 삼성생활예술고등학교 - 내남면 이조중앙로 27

## 중학교

### 공립 중학교
- 신라중학교 - 알천북로 143
- 계림중학교 - 용담로 68
- 불국중학교 - 구매2길 35-12
- 경주여자중학교 - 태종로 613-12
- 서라벌여자중학교 - 알천북로 145번길 23
- 안강중학교 - 안강읍 안강중앙로 269
- 외동중학교 - 외동읍 입실로1길 80-9
- 산내중학교 - 산내면 문복로1797-27
- 양남중학교 - 양남면 양남로325-3
- 아화중학교 - 서면 아화양지길 41
- 감포중학교 - 감포읍 감포로 12길 20
- 양북중학교 - 문무대왕면 어일남길 2
- 화랑중학교 - 현곡면 등나무길18-8

### 사립 중학교
- 경주중학교 - 원효로 231
- 문화중학교 - 충현로 98
- 월성중학교 - 충효7길 19
- 근화여자중학교 - 승삼2길 55
- 선덕여자중학교 - 양정로 20-11
- 무산중학교 - 건천읍 천포방내길 18
- 안강여자중학교 - 안강읍 화전길62-8

## 초등학교
- 감포초등학교 - 감포읍 감포로10길 21
- 강동초등학교 - 강동면 강동로 80
  - 단구분교장 - 강동면 단구안계길 62-1
- 건천초등학교 - 건천읍 내서로 1105
- 경주초등학교 - 충효2길 20
  - 화천분교장 - 건천읍 내외로 2901
  - 학동분교장 - 내남면 반동길 44
- 계림초등학교 - 동문로 43번길 16
- 괘릉초등학교 - 외동읍 신계입실길 139-5
- 금장초등학교 - 현곡면 등나무길 18-6
- 나산초등학교 - 양남면 동해안로 625-9
- 나원초등학교 - 현곡면 안현로 20
- 내남초등학교 - 내남면 경덕로 286
- 동방초등학교 - 산업로 3485-8
- 동천초등학교 - 알천북로249번길 20
- 모량초등학교 - 건천읍 내서로1504
- 모아초등학교 - 천북면 산업로4974-5
  - 모서분교장 - 강동면 모서안길 99-16
- 모화초등학교 - 외동읍 계동1길 12
- 불국사초등학교 - 불국사초등길 27
- 사방초등학교 - 안강읍 사방검단길 54
- 산대초등학교 - 안강읍 구부랑길 54-5
- 서라벌초등학교 - 천군2길 24
- 석계초등학교 - 외동읍 석계평리길 79-31
- 신라초등학교 - 금성로183번길 28
- 아화초등학교 - 서면 내서로 461
- 안강제일초등학교 - 안강읍 안강중앙로 189
- 안강초등학교 - 안강읍 비화원로 34
- 양남초등학교 - 양남면 양남로 335-1
  - 상계분교장 - 양남면 화림길 7-3
- 양동초등학교 - 강동면 양동마을길 109
- 양북초등학교 - 문무대왕면 어일남길 2
- 연안초등학교 - 외동읍 연안1길 15
- 영지초등학교 - 외동읍 영지로 449
- 옥산초등학교 - 안강읍 낙헌2길 48
- 용강초등학교 - 승삼중앙길 48호
- 용황초등학교 - 원지길30번길 31
- 월성초등학교 - 원효로 67
- 유림초등학교 - 용담로104번길 43-4
- 의곡초등학교 - 산내면 문복로 1798-6
  - 일부분교장 - 산내면 거산제궁길 16
- 입실초등학교 - 외동읍 입실로1길 94
- 천북초등학교 - 천북면 천북로 343
  - 화당분교장 - 천북면 새터흥림길 1-27
  - 물천분교장 - 천북면 물천안길 31
- 천포초등학교 - 건천읍 단석로 1929
- 현곡초등학교 - 현곡면 다경길 16-7
- 화랑초등학교 - 임해로115번길 116
- 황남초등학교 - 첨성로 97
- 황성초등학교 - 양정로287번길 12
- 흥무초등학교 - 금성로 347번길 30

## 특수학교
- 경희학교 - 초당길15번길 15